# جسی ریندورف
جسی ریندورف (انگلیسی: Jessy Reindorf؛ زادهٔ ۱۰ ژوئیهٔ ۱۹۹۱) بازیکن فوتبال اهل رواندا است.
از باشگاه‌هایی که در آن بازی کرده‌است می‌توان به باشگاه فوتبال تاموورث، باشگاه فوتبال ساتون یونایتد، و باشگاه فوتبال بری اشاره کرد.
وی همچنین در تیم ملی فوتبال رواندا بازی کرده‌است.